# Eriocaulon takae
Eriocaulon takae là một loài thực vật có hoa trong họ Eriocaulaceae. Loài này được Koidz. mô tả khoa học đầu tiên năm 1913.